# Кошаркашка лопта
Кошаркашка лопта је сферична лопта која се користи у кошаркашким утакмицама. Спољашња површина лопте је направљена од природне или вештачке коже, а може бити и од гуме. Три основна потеза са лоптом су тапкање (лупање лопте о под тако да се она враћа до шаке), додавање (енергично добацивање саиграчу) и шутирање (бацање на кош).
Кошаркашке лопте обично варирају у величини, од веома малих промотивних артикала пречника свега неколико центиметара до изузетно великих лопти пречника скоро 61 cm које се користе у вежбама. Стандард за кошаркашку лопту у NBA је обим од 29,5 инча (75 cm), а за WNBA максимални обим је 28,5 инча (72 cm). Средњошколске и јуниорске лиге обично користе лопте величине NCAA, NBA или WNBA.

## Карактеристике и материјали
Скоро све кошаркашке лопте имају унутрашњу гумену бешику на надувавање, углавном умотану у слојеве влакана, а затим прекривену површином која одређује њену намену и осећај при игри.
Материјал површине диктира употребу:
- Лопте од природне коже: Намењене су искључиво за игру у дворани. Захтевају одређени период „растапкавања“ да би кожа омекшала и постигла оптималан хват. На додир су тврђе, али боље упијају зној током игре. NBA и даље користи лопте од праве коже.
- Лопте од синтетичке (композитне) коже: Најчешће су и погодне за унутрашњу и спољашњу употребу. Не захтевају период прилагођавања и нуде мекши и „лепљивији“ осећај.
- Гумене лопте: Због своје издржљивости, превасходно су намењене за игру на отвореном (бетонским теренима).

Површина лопте је готово увек подељена „ребрима“ или шавовима (углавном 8 или 12) који су увучени испод површине и чија ширина не прелази 6,35 mm. Традиционална шема боја је наранџаста површина са црним ребрима, што је ФИБА одобрила, али се за рекреативну употребу користе различите боје. Најпознатија варијација је црвено-бело-плава лопта, коришћена у Америчкој кошаркашкој асоцијацији (АБА) и као „money ball“ на Ол-стар викенду у такмичењу у шутирању тројки. Површина лопте не садржи токсичне материјале који могу изазвати алергијске реакције.

### Притисак и одскок
Притисак ваздуха у лопти је такав да када се лопта пусти да падне на подлогу за игру са висине од 1,8 m (мерено од дна лопте), одскочи на висину између 1,2 m и 1,4 m (мерено до врха лопте). Према NBA правилима, надпритисак унутар лопте треба да буде између 515 и 585 hPa.

## Употреба и руковање
Током игре, лопта се мора непрекидно одбијати од подлоге (дриблинг), бацати кроз ваздух другим играчима (додавање) или бацати ка кошу (шутирање). Ношење лопте је забрањено ако се начине три или више корака; након двокорака, лопта мора бити барем једном тапнута о под да би играч поново стекао право на још један двокорак. Играње другим деловима тела осим шакама је такође забрањено.
У неформалној игри, лопта се често користи као реквизит за извођење трикова (фристајлинг), од којих су најчешћи окретање лопте на врху кажипрста, дриблинг у сложеним обрасцима, или котрљање лопте преко рамена. За фристајл се често користе шарене лопте због визуелног ефекта.

## Величине
Различите величине се користе за различите узрасте и нивое такмичења. Свака лопта би требало да има обележен број своје величине.
| Величина | Тип      | Обим     | Тежина    | Употреба |
| -------- | -------- | -------- | --------- | --- |
| 7        | Мушкарци | 74,93 cm | 567–650 g | Дечаци и мушкарци узраста од 15 година и старији. Ово је званична величина за мушку средњошколску, универзитетску и професионалну кошарку.                              |
| 6        | Жене     | 72,39 cm | 510–567 g | Дечаци узраста 12–14 година. Девојчице и жене узраста од 12 година и старије. Ово је званична величина за женску средњошколску, универзитетску и професионалну кошарку. |
| 5        | Млади    | 69,85 cm | 481,94 g  | Деца узраста 9–11 година. Ово је стандардна кошаркашка лопта за младе.                                                                                                  |
| 4        | Деца     | 64,77 cm | 396,89 g  | Деца узраста 5–8 година. |

### Лопта за баскет (3x3)
Лопта која се користи за сва такмичења (мушка, женска и мешовита) у баскету 3x3 представља изузетак. Она има обим лопте величине 6 (72,39 cm), али тежину лопте величине 7 (до 650 g). Исту лопту користе и мушкарци и жене.

## Историја
Кошарка се у почетку играла са фудбалском лоптом. Прве наменски направљене кошаркашке лопте биле су направљене од кожних панела ушивених заједно са гуменом бешиком унутра, уз додатак платнене поставе.
Кључне промене у развоју лопте:
- 1942. година: Изумљена је лепљена, обликована верзија лопте. Ово је елиминисало пертле које су се користиле на шивеним лоптама и које су ометале правилан одскок.
- 1950-те: Пол Тони Хинкл, у потрази за лоптом која би била видљивија за играче и гледаоце (посебно на црно-белим телевизорима), уводи наранџасту боју, која је и данас стандард.[7]
- 1990-те: Синтетички композитни материјали масовно су потиснули природну кожу, која се задржала углавном само у професионалним лигама попут NBA (осим кратког експеримента са композитном лоптом од микровлакана 2006. године, која није добро прихваћена од стране играча).[8]

## Произвођачи кошаркашких лопти
| Произвођач | Опис |
| ---------- | --- |
| Spalding   | Spalding је била прва компанија која је произвела кошаркашку лопту за званичну употребу. Оснивач компаније А. Г. Сполдинг направио је прву наменску кошаркашку лопту на захтев Џејмса Нејсмита. Била је званични добављач лопти за NBA од 1983. до 2021. године.                            |
| Wilson     | Wilson Sporting Goods је званични добављач лопти за све постсезонске турнире NCAA. Био је добављач лопти за NBA од 1946. до 1983. године, и поново од сезоне 2021–22. Такође снабдева лоптама сва такмичења 3x3 која организује ФИБА.                                                       |
| Rawlings   | Rawlings производи кошаркашке лопте од 1902. године. Компанија је позната по производњи лопте са 10 панела (ТЕН), поред традиционалних лопти са 8 панела. Лопта ТЕН је званична лопта Amateur Athletic Union-а и „Gus Macker-а“, највећег кошаркашког турнира 3 на 3 у Сједињеним Државама. |
| Molten     | Molten, јапански произвођач, има уговор за снабдевање лопти за сва светска првенства ФИБА-е и многе домаће лиге широм света. Њихов најпознатији модел је GL7, са карактеристичним дизајном од 12 панела.                                                                                    |
| Nike       | Nike је био добављач лопти за Евролигу од 2007. до 2012. године и користи се у многим националним такмичењима, попут УААП на Филипинима. |
| Остали     | Друге компаније које производе кошаркашке лопте укључују Adidas, Baden Sports, Dunlop, Tarmak (Decathlon), Mikasa, Mitre, Puma, And1, и многе друге. |